# Euphorbia cryptospinosa
Euphorbia cryptospinosa P.R.O.Bally es una especie fanerógama perteneciente a la familia Euphorbiaceae. Es endémica de Etiopía.  

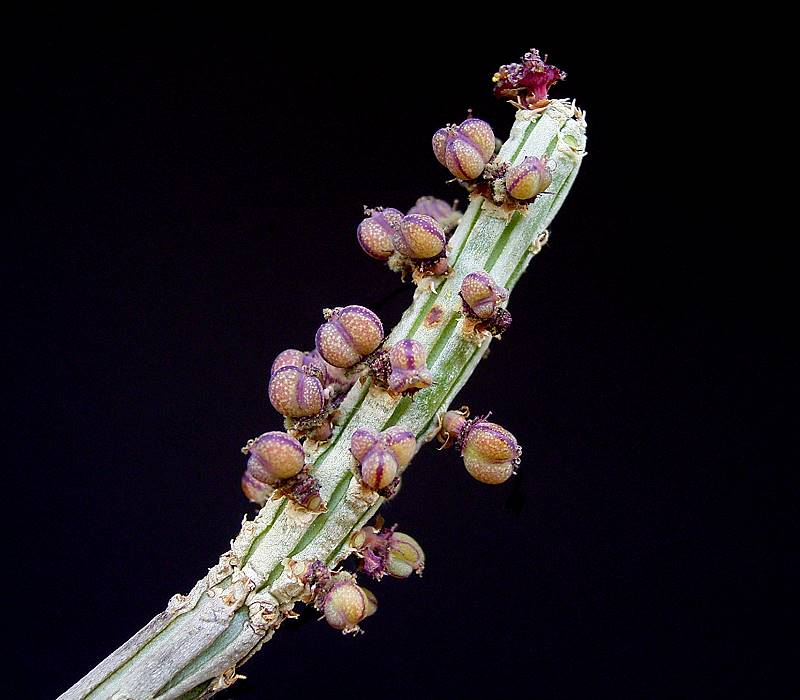
Detalle de la planta

## Descripción
Es una pequeña planta suculenta perennifolia con una raíz tuberosa, pequeña, muy ramificada y erecta que alcanza un tamaño de 20 cm de alto, o trepadora que llega a 3 (-5) m de longitud, y poco ramificada; ramas cilíndricas, 3-10 mm de espesor, con 5-10 costillas  (angulares); espinosas.

## Ecología
Se encuentra en los suelos arenosos y de grava  con matorrales abiertos caducifolios seco; en los bosques de Commiphora erythraea; matorrales mixtos de Acacia-Commiphora, por lo general trepan a arbustos y pequeños árboles, con ramas alargadas considerablemente, etc .
Está estrechamente relacionada con Euphorbia erlangeri.

## Taxonomía
Euphorbia cryptospinosa fue descrita por Peter René Oscar Bally y publicado en Candollea 18: 351. 1962.
Etimología
Euphorbia: nombre genérico que deriva del médico griego del rey Juba II de Mauritania (52 a 50 a. C. - 23), Euphorbus, en su honor – o en alusión a su gran vientre –  ya que usaba médicamente Euphorbia resinifera. En 1753 Carlos Linneo asignó el nombre a todo el género.
cryptospinosa: epíteto griego que significa "con espinas ocultas".